# Paul Lemke
Paul Lemke (* 20. August 1917; † 19. September 1980) war ein deutscher Tischtennis-Nationalspieler und Unternehmer.

## Werdegang
Paul Lemke stammte aus Danzig und spielte hier beim Sportverein Schutzpolizei, später dann – um 1937 – beim Ballspiel- und Eislauf-Verein Danzig. Viermal erreichte er das Endspiel um die Internationale Danziger Stadtmeisterschaft.
Im Oktober 1937 wurde er für ein Länderspiel gegen Schweden in Danzig eingeladen. Hier verlor er im Einzel gegen Gustaf Johnsson mit 0:3 und gegen Arne Meijer 2:3 sowie im Doppel mit Georg Kutz gegen Johnsson/Meijer mit 2:3. Nach dem Zweiten Weltkrieg kam er nach Hamburg und wurde 1948 mit Gerlach (Post SV Hamburg) Hamburger Meister im Herren-Doppel.
Später wurde er Chef der Sportfirma Imperial aus Schleswig, die insbesondere Tischtenniszubehör anbot. Dieser Firma stand er bis zu seinem Ableben vor.